# تيلوكاكين
تيلوكاكين أو تلاكاكين هو أول ملك لإتحاد قبائل صنهاجة الأمازيغية على مملكة أوداغست في القرن الحادي عشرة.